# Syrrhopodon curticancellinatus
Syrrhopodon curticancellinatus là một loài rêu trong họ Calymperaceae. Loài này được D.H. Norris, W.D. Reese & T.J. Kop. mô tả khoa học đầu tiên năm 1988.